# Urtinotherium
Urtinotherium é um gênero extinto de mamíferos da família Hyracodontidae. Era um grande animal bastante relacionado aos paraceratérios. Os fósseis foram primeiramente descobertos na região de Urtyn Obo na Mongólia, que dá o nome ao gênero. Outros espécimes são do norte da China.